# Super NEWS U
『Super NEWS U』（スーパーニュース ユー）は、2014年3月31日から2015年3月27日まで1年間、北海道文化放送で生放送されていたニュース夕方ワイド番組である。

## 番組概要
- これまでの「uhb Super NEWS」を、放送枠拡大・刷新した上で、新しくスタートした番組。

- コンセプトは「どこよりも早く、確度が高く、役立つ北海道ニュース」。

- 2015年3月27日をもって番組は終了し、UHBにとっては1972年開局以来初めてである大型情報ワイド番組『みんなのテレビ (北海道文化放送)』を開始した。

## 放送時間
| 期間      | 期間      | 放送時間（JST）                        |
| --------- | --------- | -------------------------------------- |
| 2014.3.31 | 2014.9.26 | 月曜日 - 金曜日 16:40 - 19:00（140分） |
| 2014.9.29 | 2015.3.27 | 月曜日 - 金曜日 16:48 - 19:00（132分） |

## 出演者

### メインキャスター
- 中川尚（UHB報道制作局記者）
- 新崎真倫（フリーアナウンサー）

### サブキャスター
- 宇野章午（UHBアナウンサー）
- 吉田雅英（UHBアナウンサー）

### お天気コーナー「スカイぱれっと（17時台）」・「ISHIYA天気情報（18時台）」キャスター
- 菅井貴子（気象予報士・防災士）

### スポーツコーナー「Uすぽ（17時台）」・「え～る（18時台）」キャスター
- 中野涼子（当時UHBアナウンサー、月 - 水）
- 中村剛大（UHBアナウンサー、木・金）

### フィールドキャスター・生中継キャスター
- 小菅晴香（当時UHBアナウンサー兼報道記者）
- 山田英寿（当時UHBアナウンサー）

### 「特捜ライブU」キャスター
- 湯沢達矢

### 「Super NEWS U」ニュース編集長
- 京谷和央（当時UHB報道制作局・2014年3月28日までは前身番組「uhbスーパーニュース FNN」3代目メインキャスター）

### ニュース解説キャスター
- 高橋純二（UHB解説委員室長、主に金曜）
- 向田陽一（UHB解説委員、主に金曜・かつては前身番組「uhbスーパーニュース FNN」2代目メインキャスターだった）

### 過去の出演者
フィールドキャスター・生中継キャスター
- 丹野麻衣子（当時UHBアナウンサー、2014年12月26日まで）

## 番組内容
- 特捜ライブU
- 特集
- スカイぱれっと・Uすぽ（17時台）
- ローカルニュース
- ISHIYA天気情報・え～る（18時台）
- 生中継
- ハッピーSHOT